# Ivan Bolica (1520.)
Ivan Bolica, Ivan Bona, Ivan Bona – Bolica (Kotor, oko 1520. – Kotor, 1572.), hrvatski renesansni pjesnik latinist iz Boke kotorske, Crna Gora.

## Životopis
Rodio se u Kotoru u uglednoj patricijskoj obitelji od oca kotorskog plemića Nikole Ivanova de Bone i majke Pave (Paule) Zagurović. Ivan se potpisivao kao Bona (Bunić), a nikada kao Bolica niti Boliris. Ranije je Ivan bio uvrštavan među Bolice. Ivanova supruga Trifuna je iz roda Bolica. Nedvojbeno Ivan Bolica potjeĉe iz ugledne kotorske obitelji čijoj grani pripadaju i dubrovački Bunić. Studirao je pravo u Padovi. Obnašao dužnosti u kotorskoj gradskoj upravi: općinski odvjetnik, ĉlan Malog vijeća, poslanik u Veneciji, a pet puta bio je izabran i za suca. Stvarao je na latinskom i talijanskom jeziku. Najpoznatije mu je djelo Descriptio urbis et sinus Ascriviensis (Opis zaljeva i grada Kotora) nastalo između 1538. i 1551. godine. Djelo je epilij i ispjevan je u 331 heksametru. Posvetio ga je nećaku Iliji Zaguroviću (Zagureviću). Bolica zaziva muze da bi ga nadahnule u pisanju, ali ne grčkim, nego ilirskim, koji žive na planinama uz Kotor - Lovćenu i Vrmcu. Bolica zazivanjem ilirskog priznaje osjećaj pripadnosti slavenskom narodu, jer se tad smatralo da Južni Slaveni potječu od Ilira. Prvi je put djelo izašlo kao dodatak Povijesti Dubrovnika (Storia di Raugia), talijanskog dominikanca Serafina Razzija. Bolici se pripisuje i jedan latinski epigram i jedan sonet na talijanskom jeziku. Također mu se pripisuje životopis kotorske redovnice bl. Ozane (Vita della Beata Osanna da Cattaro), koja je prema legendi odigrala važnu ulogu u ratu protiv Turaka (1538. – 1540.), koji će Bolica spomenuti u svom epiliju. Među suvremenicima je bio ugledan i nazivan "zvijezdom domovine", a njegov mještanin Ludovik Paskalić mu je posvetio dvije latinske elegije.
Boličinim radom su se bavili i obrađivali ga: Francesco Maria Appendini, Flaminio Cornaro, Milivoj Šrepel, Fran Alfirević, Antun Mayer, Risto Kovijanić, Vladimir Vratović, Relja Seferović, Luko Paljetak i Josip Gelčić.